# インドネシアの地理

インドネシアの位置

本項では、インドネシアの地理（インドネシアのちり）について解説する。インドネシアはインド洋と太平洋に接する東南アジアの島嶼国家で、マレーシア、パプアニューギニア、東ティモールと国境を接する。

## 国土

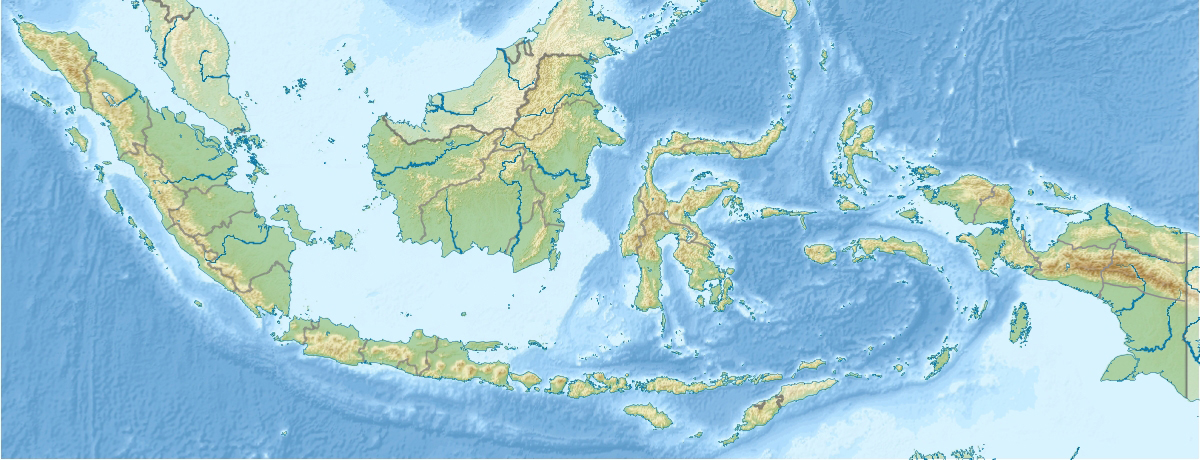
インドネシアの地図

スマトラ島、ジャワ島、カリマンタン島、スラウェシ島、ニューギニア島の主要島5島、そして小スンダ列島やマルク諸島といった群島から構成される。島嶼国家ゆえに国土の広大さに対して国境を接しているのは3か国のみとなっており、ティモール島で東ティモール、カリマンタン島でマレーシア、ニューギニア島でパプアニューギニアと接する。国境線の長さはそれぞれ253キロメートル、1881キロメートル、824キロメートル。また、海を隔ててフィリピン、シンガポール、オーストラリア、パラオなどと近接している。
面積は2019年時点で191万6907平方キロメートルで、2018年時点で31.2%が農地、51.7%が森林と推定されている。海岸線長は8万1000キロメートル程度でこれは世界第3位だが、うち3万キロメートルで侵食が発生しており、対策として護岸建設や植林が行われている。
国土の範囲は北緯6度4分から南緯11度（南北1888キロメートル）、東経94度58分から141度1分（東西5110キロメートル）で、その範囲内に大小1万を優に超える島を抱えており、島や地域ごとに異なる経済社会環境・自然生態系が見られる。

## 地形・地質

### 地質
現在のインドネシアは中生代にゴンドワナ大陸から分離した大陸片がスンダランドに衝突した結果生じた弧状列島で、フィリピン含むこの地域は地球の中でも特に複雑な変動が進んでおり、6か所から7か所の衝突帯、8か所の沈み込み帯、海溝が見られる。
地質構成は山地は古生代と中生代の岩盤ないし第四紀の活火山から、丘陵地は第三紀の火山岩・堆積岩（特に石灰岩）から、平野は沖積層から成る。沖積層は特にスマトラ島、ジャワ島、カリマンタン島、イリアンジャヤに広く見られ、これら大陸棚に広がる低湿地の地盤は軟弱なことから開発上の課題となっている。高温多湿で岩石の風化侵食が著しく土壌形成は不活発だが、ジャワ島のように活火山に富む地域では火山性堆積物により土壌が更新されやすく、肥沃な生産地帯を成す。

### 地震

インドネシアにおける地震（1900年-2019年）

地殻構造はインド・オーストラリアプレート、ユーラシアプレート、太平洋プレート、フィリピン海プレートで構成され、活発な地震活動がみられる。スマトラ島からバリ島にかけてのインド洋側ではインド・オーストラリアプレートが年平均50-70ミリメートルの速さでスンダプレートへ沈み込んでいるほか、ニューギニア島北側ではフィリピン海プレートがスンダプレートの小プレート群に干渉し、その小プレート群に向かって太平洋プレートが年平均120ミリメートルの速さで潜り込んでいる。
前記したようにプレートが入り組んでいるインドネシアでは大津波を伴うプレート境界型地震がよく発生する。2000年までの55年間でマグニチュード6以上の地震が71回起きており、特にスマトラ島インド洋側からマルク諸島にかけての一帯が頻発地帯となっている。カリマンタン島では地震活動はそれほど見られないが、カリマンタン島以東の島嶼群（スラウェシ島やイリアンジャヤなど）では傍でフィリピン海プレートと太平洋プレートが合流して沈み込んでいる場所柄、しばしば地震や津波が起きる地帯となっている。
2004年に起きたスマトラ島沖地震はこの地域で起きた初のマグニチュード9クラスの地震であり、1883年のクラカタウの噴火以来となる津波災害をもたらした。2004年以降もジャワ島中部地震（2006年）やスマトラ島沖地震（2009年）のように死者数千人規模の地震が発生している。建築物の脆弱性が被害の大きさに寄与していると考えられ、耐震化が望まれている。

### 山

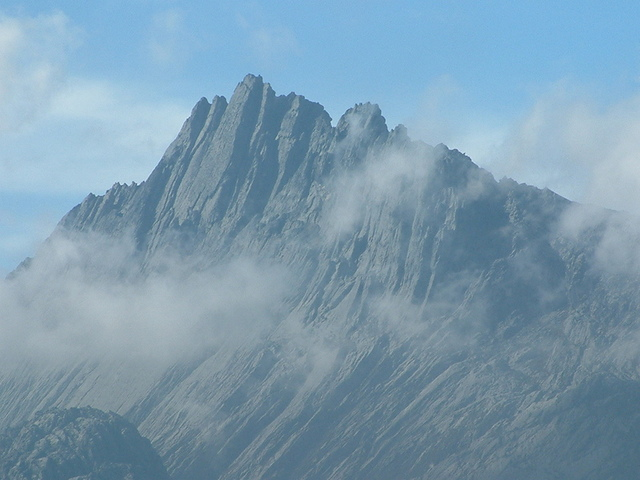
インドネシアの最高峰はプンチャック・ジャヤで、標高は4884メートルである。

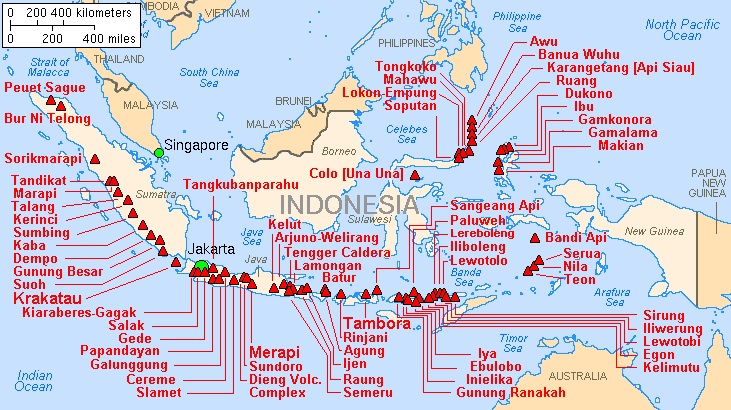
インドネシアの主要火山

山はインドネシアの主要な地形の一つであり、現代においても活発な造山運動が進行している。約400の火山を抱える世界有数の火山保有国で、活火山の数は130前後、年に10火山ほどが噴火している。特にスマトラ島から小スンダ列島にかけての一帯は標高1000メートルから3000メートル級の火山が長く続いており、活発な火山活動が見られる。中にはムラピ山やケルート山のように、火山活動に伴う火砕流や火山泥流で数千人から数万人規模の死者を出した火山や、クラカタウやタンボラ山のような歴史に残る大規模な噴火で知られる火山もある。

### 森林
2015年時点の森林率は53%で、世界第3位の熱帯林保有国である。森林の内訳としては51%が天然林、44%が天然生林、5%が植林地となっている。政府は生態に応じて混交丘陵林、山地林、サバンナ・竹・落葉樹・モンスーン森林、泥炭湿地林、淡水湿地林、マングローブ林に6区分しており、このうち天然林で最もよく見られる混交丘陵林は木材生産上重要な立ち位置にある。
年間を通じて降雨量が多いスマトラ島やカリマンタン島、イリアンジャヤなどの地域では熱帯多雨林が、明瞭な乾季が見られるジャワ島東部や小スンダ列島などの地域ではモンスーン林がそれぞれ発達し、その境目では移行帯として熱帯半常緑林が見られる。標高1000メートルから3000メートルの地帯では山地多雨林が発達し、上部と下部で異なる形態を見せる。塩水が混じる泥地や沖積地ではマングローブ林が発達し、世界のマングローブ林面積の5分の1を占めるほど広大という特徴がある。そのほかカリマンタン島にヒース林、スマトラ島にマツ林が見られる。
森林面積は1990年時点で約118万平方キロメートル（森林率63%）だったのが2020年時点で約92万平方キロメートル（森林率49%）と、年々減少している。1970年代から1990年代にかけての開発や木材生産の活発化とともに森林減少がピークを迎えて以降も違法伐採や森林火災、土地転用の影響が見られる。森林減少は温室効果ガスの主要排出源となっており、森林減少の原因の一つである早成樹種の人工林やパーム油農園への土地転用は生態系にも影響を与えた。
2007年に開催された気候変動枠組条約締約国会議では森林減少・劣化の抑制のほか、森林の保全や持続可能な経営などのための取り組みの重要性を明記したバリ行動計画が採択され、以降インドネシアはREDD+（途上国の森林保全活動に基づく温室効果ガスの排出削減）実施の一環として、2011年から2016年まで天然林と泥炭地の新規開発を凍結したり、2012年に国家戦略を発表するなどして取り組んでいる。新規開発凍結の影響で、2016年以降は森林減少の抑制が有意に見られる。

### 河川・湖沼
世界有数の湖沼大国で、国内最大の湖のトバ湖（約11万ヘクタール）や、国内最深の湖のマタノ湖（600メートル）など、約830の湖、735の池があり、合わせて計50万ヘクタールほどの面積を持つ。
主要河川は5590本あると言われ、観光地や輸送手段として流域が栄えているものもある。河川長が長い河川としてはカリマンタン島にあるカプアス川やマハカム川などがある。アジアの中でも下水道が普及しておらず、未処理の汚染水が河川に流入しており水質改善が課題となっている。河川の59%は産業廃棄物や家庭廃棄物で汚染されており、世界銀行から世界で最も汚染された川と称されたチタルム川のような例もある。

### 島嶼
インドネシアはスマトラ島、ジャワ島、カリマンタン島、スラウェシ島、ニューギニア島の主要島5島、そして小スンダ列島やマルク諸島といった群島から構成される弧状列島である。プレートの沈み込みによる海溝に沿ってスマトラ島、ジャワ島、バリ島やフローレス島などの小スンダ列島が連なり、小スンダ列島の北にはジャワ海を挟んでカリマンタン島が、その東にスラウェシ島やイリアンジャヤなどの島々が見られる。
島の数は一般的に1万7508とされてきたが、これは潮が高い時に水没する砂地や岩礁を含んだ数であり、地理空間情報局は2013年、国連海洋法条約に基づき1万3466島に命名・下方修正している。しかしながらこの下方修正以降も島の数をめぐる論争は決着を見ておらず、2017年8月時点では1万6056とされている。

## 気候

ケッペンの気候区分で色分けされたインドネシアの地図

ケッペンの気候区分では多くの地域が熱帯雨林気候に当てはまり、ジャワ島やスラウェシ島の一部では熱帯モンスーン気候が、東ジャワから小スンダ列島にかけてはサバナ気候が、山岳地域では温帯湿潤気候が見られる。また、イリアンジャヤには氷河や万年雪が見られる高山がある。気温は年中摂氏25度から27度程度（山地はさらに低い）で、年較差は小さい。
インドネシアの気候は乾季と雨季にはっきり分かれており、地域ごとに季節ごとの降雨量が著しく異なることによって特徴づけられるが、赤道付近は乾季と雨季が不明瞭で年中多雨多湿である。年降水量は500ミリ程度から6000ミリ以上と地域により大きな差があり、多くの地域では2000ミリを超える。南東季節風が卓越する5月から10月にかけてが乾季、北西季節風が卓越する11月から4月にかけてが雨季となり、降水量を左右する季節風の影響は地域や地形によって様々である。雨季では短期集中型の豪雨が見られ、農業上重要な水資源となる一方で水害が発生しやすい。乾季では月降雨量が0に近いこともあり、干ばつとなる一方、場所によっては地形や気流の影響で多雨となることもある。
| 平年値 （月単位） | 平年値 （月単位） | スマトラ島       | スマトラ島       | スマトラ島       | スマトラ島       | スマトラ島     | スマトラ島    | スマトラ島     | スマトラ島      | スマトラ島    | ジャワ島         | ジャワ島                          | ジャワ島     | ジャワ島      | ジャワ島     | 小スンダ列島 | 小スンダ列島 | 小スンダ列島  | 小スンダ列島  |
| 平年値 （月単位） | 平年値 （月単位） | バンダアチェ     | メダン           | パダン           | プカンバル       | ジャンビ       | ブンクル      | パレンバン     | パンカルピナン  | バタム島      | セラン           | ジャカルタ （タンジュンプリオク） | チルボン     | スマラン      | スラバヤ     | デンパサール | ビマ         | ワインガプ    | クパン        |
| ----------------- | ----------------- | ---------------- | ---------------- | ---------------- | ---------------- | -------------- | ------------- | -------------- | --------------- | ------------- | ---------------- | --------------------------------- | ------------ | ------------- | ------------ | ------------ | ------------ | ------------- | ------------- |
| 平均気温 （摂氏） | 最暖月            | 28.0（6月）      | 28.0（5月）      | 27.2（5月）      | 28.2（5月）      | 27.6（5月）    | 27.5（5月）   | 27.7（5,9月）  | 27.7（5,8,9月） | 28.1（4,5月） | 27.7（4,5,10月） | 29.4（10月）                      | 28.9（10月） | 28.7（10月）  | 29.0（10月） | 28.2（11月） | 29.0（11月） | 28.5（11月）  | 28.7（11月）  |
| 平均気温 （摂氏） | 最寒月            | 26.3（12月）     | 26.6（12月）     | 26.2（8-9月）    | 26.9（1月）      | 26.7（12-1月） | 26.4（12月）  | 26.7（1-2月）  | 26.3（1月）     | 26.9（12月）  | 26.9（2月）      | 27.8（2月）                       | 26.6（2月）  | 27.1（1-2月） | 27.2（7月）  | 26.3（8月）  | 26.2（7月）  | 25.6（7-8月） | 26.0（7月）   |
| 降水量 （mm）     | 最多月            | 300.7（11月）    | 350.5（10月）    | 509.5（11月）    | 356.3（11月）    | 266.1（11月）  | 404.4（12月） | 367.8（3月）   | 276.1（3月）    | 277.6（12月） | 300.4（1月）     | 476.2（2月）                      | 449.8（3月） | 394.4（2月）  | 380.7（2月） | 350.7（1月） | 228.9（1月） | 185.1（2月）  | 468.0（1月）  |
| 降水量 （mm）     | 最少月            | 74.0（6月）      | 82.3（2月）      | 257.7（8月）     | 161.9（6月）     | 105.5（6月）   | 166.9（7月）  | 64.5（8月）    | 103.5（8月）    | 80.0（2月）   | 33.3（8月）      | 49.7（8月）                       | 26.4（8月）  | 35.5（8月）   | 11.9（8月）  | 27.6（7月）  | 2.2（8月）   | 1.4（8月）    | 2.5（8月）    |
| 平年値 （月単位） | 平年値 （月単位） | カリマンタン島   | カリマンタン島   | カリマンタン島   | カリマンタン島   | カリマンタン島 | スラウェシ島  | スラウェシ島   | スラウェシ島    | スラウェシ島  | スラウェシ島     | スラウェシ島                      | マルク諸島   | マルク諸島    | マルク諸島   | マルク諸島   | パプア島     | パプア島      | パプア島      |
| 平年値 （月単位） | 平年値 （月単位） | ポンティアナック | パンカランブーン | タンジュンスロル | バンジャルマシン | バリクパパン   | ビトゥン      | パル           | ルウク          | バウバウ      | マジェネ         | マカッサル                        | テルナテ     | アンボン      | サウムラキ   | トゥアル     | ソロン       | ビアク        | メラウケ      |
| 平均気温 （摂氏） | 最暖月            | 27.5（5-6月）    | 27.2（5月）      | 28.2（5月）      | 27.9（5,9月）    | 27.9（5月）    | 28.3（12月）  | 27.8（5,10月） | 28.5（1,11月）  | 28.2（11月）  | 28.4（10月）     | 28.2（10月）                      | 27.5（3月）  | 27.8（12月）  | 28.7（11月） | 27.8（11月） | 27.6（2月）  | 27.4（5月）   | 28.2（12月）  |
| 平均気温 （摂氏） | 最寒月            | 26.7（11-1月）   | 26.4（7,12月）   | 26.9（1月）      | 26.8（7月）      | 27.1（1月）    | 27.4（7-8月） | 27.0（7月）    | 26.2（7-8月）   | 26.3（7月）   | 27.4（7月）      | 26.5（1月）                       | 26.9（2月）  | 25.2（8月）   | 26.1（8月）  | 26.3（7月）  | 26.1（8月）  | 26.9（7月）   | 25.4（7-8月） |
| 降水量 （mm）     | 最多月            | 377.2（11月）    | 468.2（5月）     | 344.5（1月）     | 433.4（12月）    | 329.8（6月）   | 226.7（2月）  | 225.9（10月）  | 184.9（7月）    | 320.6（12月） | 234.7（12月）    | 750.6（1月）                      | 240.7（1月） | 669.8（7月）  | 333.2（5月） | 398.8（1月） | 448.2（7月） | 275.9（3月）  | 376.4（3月）  |
| 降水量 （mm）     | 最少月            | 211.4（3月）     | 135.5（9月）     | 205.7（7月）     | 67.9（9月）      | 173.6（8月）   | 69.1（9月）   | 57.6（12月）   | 43.2（10月）    | 27.2（8月）   | 37.4（8月）      | 19.3（8月）                       | 109.3（9月） | 84.2（11月）  | 4.1（9月）   | 85.0（8月）  | 152.1（1月） | 183.3（11月） | 28.3（9月）   |

### 気候変動
今後懸念される気候変動の影響としては降水量の増加、それに伴う洪水や土砂災害の増加・激化のほか、特に沿岸地域に人口が集中するジャワ島をはじめとする島々では海面上昇も危ぶまれる。これを受けて政府は2007年に気候変動対策行動計画を発表し、気候変動の緩和策としてエネルギー部門の二酸化炭素排出抑制や緑化推進を、洪水などの災害激化への対応策として一般への啓発、インフラ整備計画や設計基準の再検討などを挙げた。

## 生物相
インドネシアには菌類やバクテリアなどの1万2300種を含み、約32万5000種の野生動植物が生息するといわれ、その生物多様性がメガダイバーシティ国家と呼ばれる所以となっている。一方で、生物の主要生息地たる熱帯雨林は伐採や土地転用などの様々な理由で年々減少傾向にあり、国際自然保護連合のレッドリストに掲載されている種が少なくない。
生物地理区では東洋区とオーストラリア区にまたがり、ロンボク海峡からマカッサル海峡を通るウォーレス線を境に生物相が異なる。ウェーバー線のような分布境界線も知られる。

### 動物相
動物は28万種程度いるとされ、内訳としては哺乳類が約500種、鳥類が約1500種、爬虫類が約2000種、両生類が約1000種、魚類が約8500種、昆虫類が約25万種、軟体動物が2万種となっている。著名な種としてはオランウータンやコモドオオトカゲなどがいる。

### 植物相
植物は3万種程度いるとされ、内訳としては種子植物が約2万5000種（うち約1万種が木本）、シダ類が約1250種、苔類が約1500種、海草が1800種となっている。植物地理学上ではマレシア植物区系区に属する。標高の高い火山が多いため、気温の垂直差が顕著で、その気温差に応じてマングローブ林や常緑雨林から高山植物まで多様な植物相が発達している。種子植物のうち4割程度が属レベルの固有である。場所によっては植物相の調査が進んでいないところがあり、スラウェシ島はその例である。
熱帯多雨林を構成する植物としてはフタバガキ科、マメ科、クスノキ科、カンラン科、アカテツ科、センダン科、ブナ科、ムクロジ科、トウダイグサ科、アカネ科、バンレイシ科、クワ科などで、低木層や草本層はあまり発達していない森林がある。つる植物や着生植物なども種は豊富だが、林床はその暗さゆえに貧弱な植生であることが一般的である。モンスーン林ではチークなどの落葉樹が主体で、巨大な木本性つる植物も見られる。

## 行政区画

インドネシアの州

インドネシアはまず州・特別州に分割され、さらに県・市に、さらに郡に、そして区・村に分割される。州より大きい地方行政区分はないが、統計上はより大局的にスマトラ、ジャワ、小スンダ列島、カリマンタン、スラウェシ、マルク・パプアと6区分される。
州は州知事と州議会による地方行政を有し、州知事は県と市の行政事務と補佐任務に対して指導・監督を行う。2022年時点で37州あり、このうちジャカルタ首都特別州、ジョグジャカルタ特別州、アチェ州、パプア州、西パプア州は宗教的・民族的・歴史的な理由から特別な自治権を与えられている。
県と市はそれぞれ県知事・県議会、市長・市議会による地方行政を有し、その違いは主な管轄区域が農村部か都市部かで、基本的に制度上の差異はない。2021年6月時点で416県と98市がある。
郡は区と村に対する指導監督などを担う郡長によって統率され、2021年6月時点で7274郡がある。区は基本的に市内の郡の下に、村は基本的に県内の郡の下に置かれる行政単位で、2021年6月時点で8万3843村・区がある。
このほか、中央政府により国益のための戦略上重要な特定の行政機能の実行を目的として州・県・市の下に特別地区が置かれることがある。
| 州                     | 面積（km2）  | 人口（千人） |
| ---------------------- | ------------ | ------------ |
| アチェ州               | 57,956.00    | 5,333.7      |
| 北スマトラ州           | 72,981.23    | 14,936.2     |
| 西スマトラ州           | 42,012.89    | 5,580.2      |
| リアウ州               | 87,023.66    | 6,493.6      |
| リアウ諸島州           | 8,201.72     | 2,118.2      |
| ジャンビ州             | 50,058.16    | 3,585.1      |
| ブンクル州             | 19,919.33    | 2,032.9      |
| 南スマトラ州           | 91,592.43    | 8,550.9      |
| バンカ・ブリトゥン州   | 16,424.06    | 1,473.2      |
| ランプン州             | 34,623.80    | 9,081.8      |
| ジャカルタ首都特別州   | 664.01       | 10,609.7     |
| バンテン州             | 9,662.92     | 12,061.5     |
| 西ジャワ州             | 35,377.76    | 48,782.4     |
| 中部ジャワ州           | 32,800.69    | 36,742.5     |
| ジョグジャカルタ特別州 | 3,133.15     | 3,712.9      |
| 東ジャワ州             | 47,803.49    | 40,878.8     |
| バリ州                 | 5,780.06     | 4,362.7      |
| 西ヌサ・トゥンガラ州   | 18,572.32    | 5,390.0      |
| 東ヌサ・トゥンガラ州   | 48,718.10    | 5,387.7      |
| 西カリマンタン州       | 147,307.00   | 5,470.8      |
| 中部カリマンタン州     | 153,564.50   | 2,702.2      |
| 南カリマンタン州       | 38,744.23    | 4,122.6      |
| 東カリマンタン州       | 129,066.64   | 3,808.2      |
| 北カリマンタン州       | 75,467.70    | 713.6        |
| 北スラウェシ州         | 13,892.47    | 2,638.6      |
| ゴロンタロ州           | 11,257.07    | 1,181.0      |
| 中部スラウェシ州       | 61,841.29    | 3,021.9      |
| 南東スラウェシ州       | 38,067.70    | 2,659.2      |
| 南スラウェシ州         | 46,717.48    | 9,139.5      |
| 西スラウェシ州         | 16,787.18    | 1,436.8      |
| マルク州               | 46,914.03    | 1,862.6      |
| 北マルク州             | 31,982.50    | 1,299.2      |
| パプア州               | 319,036.05   | 4,355.5      |
| 西パプア州             | 102,955.15   | 1,156.8      |
| 全国                   | 1,916,906.77 | 272,682.5    |

## 人口

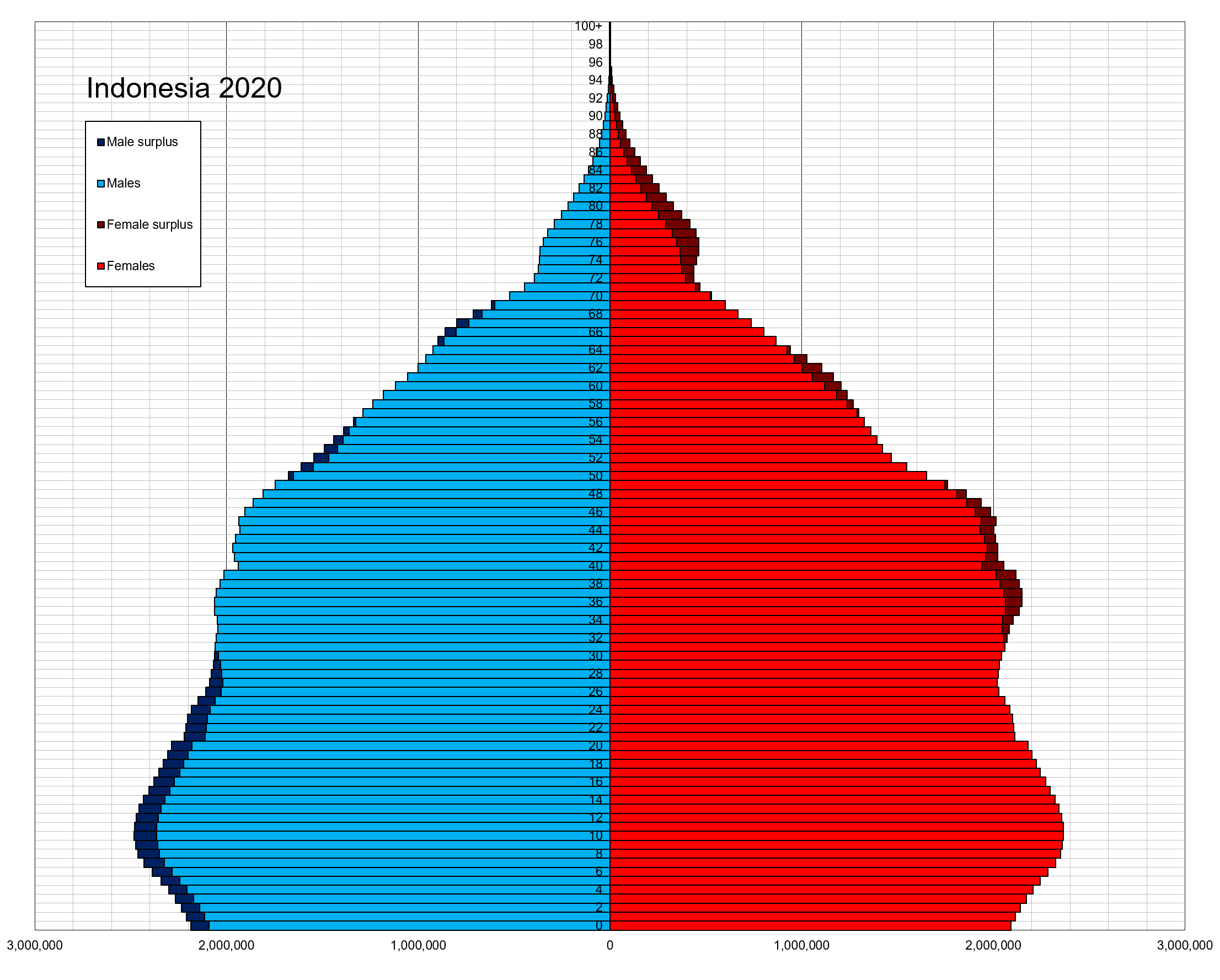
インドネシアの人口ピラミッド（2020年）

州別に1平方キロメートルあたりの人口密度で色分けされた地図（2020年）。インドネシアの人口はジャワ島に集中している。

2020年の国勢調査による総人口は2億7020万人程度で、中国、インド、アメリカ合衆国に次いで人口が多い国となっている。生産年齢人口（15歳から64歳）の割合は70.72%で、このピークは2030年にかけて続くと見込まれている。地域別ではジャワ島が1億5160万人と集中しており、次点でスマトラ島が5860万人、残る約2割の人口はスラウェシ島やカリマンタン島などの島に散らばっており、人口密度の地域差が顕著である。特に首都ジャカルタは国土の0.003%程度の極小地域ながら人口の3.9%が集中しており、結果として開発が集中し他地域との経済格差を生み出しているため、首都移転の理由の一つとなっている。

## 環境保全
インドネシアの環境保全行政の始まりは、1972年の環境計画作成・立案全国委員会設立であり、次いで1978年の環境担当国務大臣の任命、1982年の環境保全管理法制定、1990年の環境影響管理局設置などの動きがあった。1993年に環境省を設置して以降は、1997年の環境管理法制定、1999年の持続的な天然資源管理のための5か年計画策定、2002年の「戦略計画および行動プログラム」制定と環境政策に力を入れるようになり、また折の地方分権化により環境保全の軸足は国レベルから地方レベルへと移った。
2016年時点では、地方政府の環境行政能力は地域差があるも改善を要する状況にあり、中央政府においても環境省が行政評価システムで厳しい評価を受けるなど、法執行上の課題が残っているほか、専門技術者の育成や市民の意識改革も取り組むべき事柄となっている。